# Militaria.pl
Militaria.pl – polski sklep internetowy i sieć sklepów stacjonarnych. Od 1998 roku prowadzi internetową sprzedaż wiatrówek i akcesoriów strzeleckich, a także szeroko rozumianego sprzętu outdoorowego, ASG, akcesoriów do samoobrony, odzieży, latarek i noży. Ideą sklepu jest dostarczać produkty do strzelectwa i samoobrony, które dostępne są bez zezwoleń.

## Historia
Sklep Militaria.pl powstał w 1998 roku. Początkowo prowadził sprzedaż wysyłkową, prezentując dostępne produkty w prasie oraz telewizji. Przełom nastąpił w roku 1999, kiedy powstała witryna internetowa. Działa nieprzerwanie od tego czasu, dzięki czemu jest jednym z najstarszych i największych sklepów internetowych w Polsce.
Salony stacjonarne Militaria.pl zaczęły powstawać w 2002 roku. Pierwszym był sklep mieszczący się we Wrocławiu. Łącznie firma Militaria.pl posiada obecnie 12 sklepów stacjonarnych w całej Polsce – trzy w Warszawie, dwa we Wrocławiu, w Poznaniu, Łodzi, Szczecinie, Gdyni, Krakowie oraz w Katowicach .
Militaria.pl współpracują z wieloma organizacjami, sportowcami, a także twórcami internetowymi. Wraz z Renatą Mauer-Różańską – specjalistką w strzelaniu z karabinu pneumatycznego i karabinu kulowego z trzech postaw, trzykrotną medalistką olimpijską, sklep prowadził kampanię promującą strzelectwo wiatrówkowe. W sezonach 2019/2020 oraz 2020/2021 Militaria.pl były głównym sponsorem drużyny piłki siatkowej Gwardii Wrocław.